# シェイク・ウマール・シソコ
シェイク・ウマール・シソコ（Cheikh Oumar Sissoko、1945年 - ）は、マリの映画監督。

## 略歴
女性、子供、民主化などマリの社会問題をテーマにした作品を製作する。『ニヤマントン』ではバマコに住む少年の生活、『フィンザン』は女性問題を撮った。フェスパコでグランプリを受賞した『独裁者ギンバ』（1995年）は、マリの民主化運動をきっかけとした作品で、独裁者の寓話を通して権力者を批判した。自身も軍事政権への反対運動に参加した経験をもつ。

## 主な作品
- L'Ecole malienne (1982年)
- Les Audiothèques rurales (1983年)
- Sécheresse et exode rural (1984年)
- Nyamanton, la leçon des ordures (1986年)　邦題『ニヤマントン』
- Finzan (1990年)　邦題『フィンザン』
- Etre jeune à Bamako (1992年)
- L'Afrique bouge (1992年)
- Problématique de la malnutrition (1993年)
- Guimba, un tyrant, une époque (1995年)　邦題『独裁者ギンバ』
- La Genèse (1999年)
- Battù (2000年)